# Pont-en-Royans
Pont-en-Royans je naselje in občina v vzhodnem francoskem departmaju Isère regije Rona-Alpe. Leta 2009 je naselje imelo 853 prebivalcev.

## Geografija
Kraj leži v pokrajini Daufineji znotraj naravnega regijskega parka Vercors ob reki Bourne, 57 km jugozahodno od Grenobla.

## Uprava
Pont-en-Royans je sedež istoimenskega kantona, v katerega so poleg njegove vključene še občine Auberives-en-Royans, Beauvoir-en-Royans, Châtelus, Choranche, Izeron, Presles, Rencurel, Saint-André-en-Royans, Saint-Just-de-Claix, Saint-Pierre-de-Chérennes in Saint-Romans s 5.621 prebivalci.
Kanton Pont-en-Royans je sestavni del okrožja Grenoble.

## Zanimivosti
- ohranjeno srednjeveško jedro naselja iz 16. stoletja,
- cerkev sv. Petra in Pavla,
- pot ob soteski reki Bourne med Pont-en-Royansom in Villard-de-Lansom,
- muzej vode.